# Bathyascus
Bathyascus — рід грибів родини Halosphaeriaceae. Назва вперше опублікована 1977 року.

## Класифікація
До роду Bathyascus відносять 5 видів:
- Bathyascus avicenniae
- Bathyascus grandisporus
- Bathyascus mangrovei
- Bathyascus tropicalis
- Bathyascus vermisporus